# Miami Hurricanes

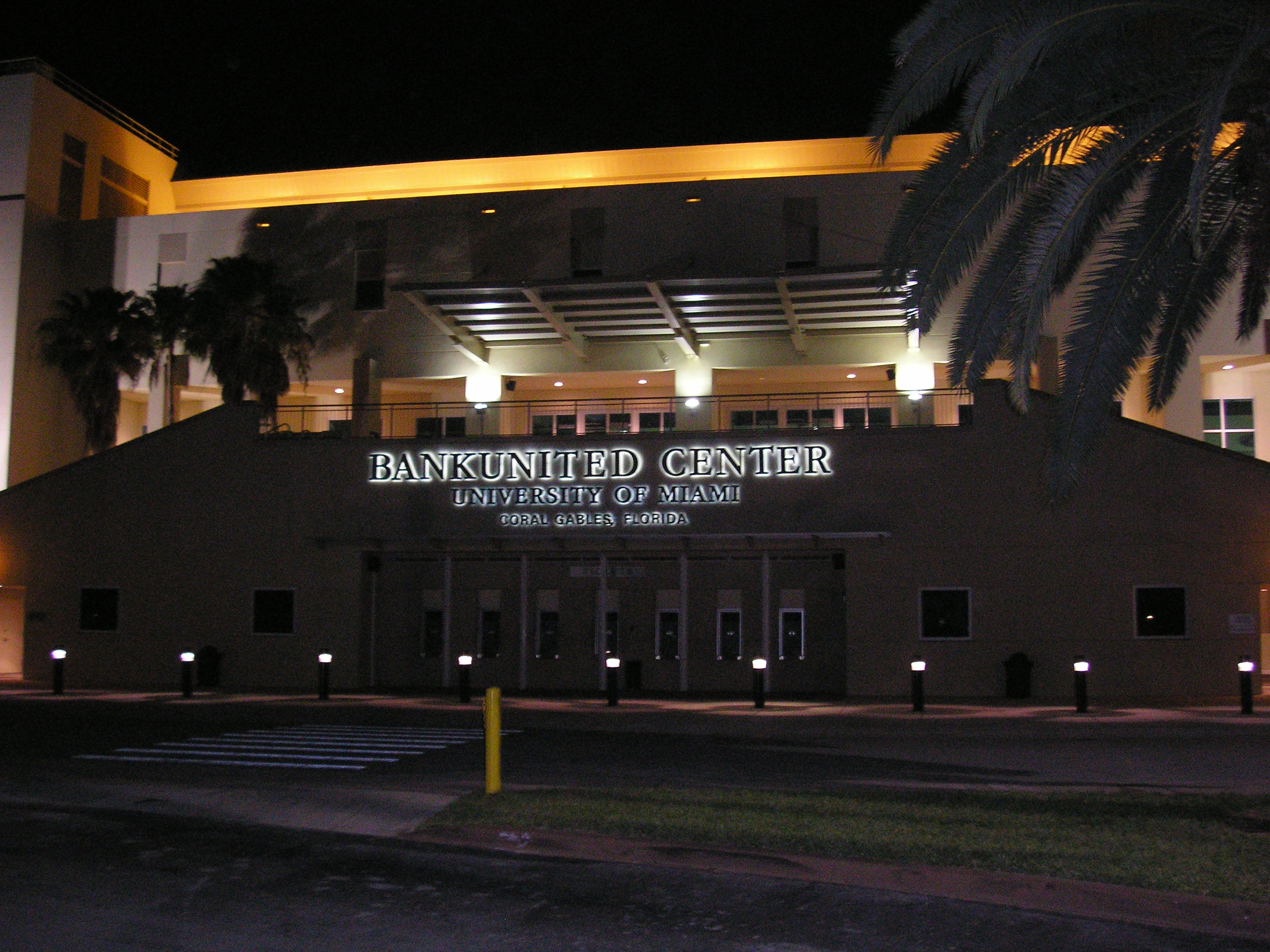
Watsco Center, antes BankUnited Center.

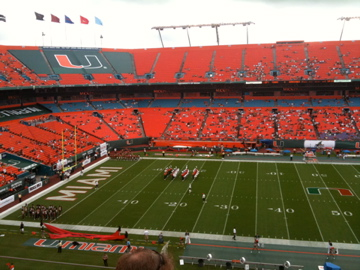
Estadio Hard Rock, donde juega el equipo de fútbol americano.

Miami Hurricanes (español: Huracanes de Miami) es la denominación que reciben los equipos deportivos de la Universidad de Miami, situada en Coral Gables, en el estado de Florida. Los equipos de los Hurricanes compiten en la División I de la NCAA, en la Atlantic Coast Conference, conferencia a la que se incorporaron en 2004. Anteriormente, entre 1991 y 2004 compitieron en la Big East Conference.
Sus rivales tradicionales son los Florida State Seminoles y los Florida Gators.

## Apodo y mascota
Los deportistas de la Universidad de Miami reciben el apodo de los Hurricanes, debido a la cantidad de huracanes que se producen en el estado de Florida. Su mascota es el ibis Sebastián. Eligieron esta mascota porque, según parece, es el último animal que abandona cuando ocurre un huracán y el primero que reaparece tras la tormenta. Sus colores son el verde, el naranja, y el blanco.

## Equipos
Los Hurricanes tienen los siguientes equipos oficiales:
| - Masculinos - Béisbol - Baloncesto - Cross - Fútbol americano - Natación y saltos - Tenis - Atletismo | - Femeninos - Baloncesto - Cross - Natación y saltos - Golf - Remo - Tenis - Atletismo - Natación - Fútbol |

La universidad tuvo en el pasado equipos de polo y boxeo, que se disolvieron en los años 1950.

## Palmarés
Miami ha conseguido los siguientes títulos nacionales:
- Fútbol americano: 5 (1983, 1987, 1989, 1991, 2001)
- Golf masculino: 5 (1970, 1972, 1977, 1978, 1984)
- Béisbol: 4 (1982, 1985, 1999, 2001)
- Polo: 4 (1947, 1948, 1949, 1950)
- Remo masculino: 1 (1988)
- Natación y saltos femenino: 2 (1975, 1976)

## Fútbol americano
El equipo se creó en 1926. Es uno de los deportes que más éxitos ha dado a Miami, con 5 campeonatos nacionales y 9 títulos de conferencia. Además, dos de sus jugadores han conseguido el prestigioso Trofeo Heisman: Vinny Testaverde en 1986 y Gino Torretta en 1992. Han disputado 33 bowls. 
Cinco exjugadores de los Miami Hurricanes (Ted Hendricks, Michael Irvin, Jim Kelly, Cortez Kennedy y Jim Otto) han sido seleccionados como miembros del Salón de la Fama del Fútbol Americano Profesional al finalizar sus carreras profesionales en la NFL. Otros dos exjugadores, Ottis Anderson y Ray Lewis, han sido ganadores del premio conocido como Super Bowl MVP en los Super Bowls XXV y XXXV respectivamente (ambos partidos fueron en la ciudad de Tampa Bay). Otro exjugador, Dwayne Johnson, se convirtió en un múltiple campeón de la WWE y en una de las mayores estrellas del cine estadounidense.

## Béisbol
Creado en 1940, ha dado a la universidad 4 títulos nacionales, además de 22 apariciones en las World Series universitarias. 5 jugadores de esta universidad están jugando actualmente en la MLB.

## Baloncesto
7 jugadores que han pasado por los Hurricanes han llegado a jugar en la NBA, destacando entre todos ellos Rick Barry, miembro del Basketball Hall of Fame y elegido, en el 50 aniversario de la NBA, uno de los 50 mejores jugadores de la historia de la NBA.

## Otros deportistas famosos
Entre los deportistas famosos que han salido de las aulas de Miami, destaca el medallista olímpico Greg Louganis.